# Charles Marquis Warren
Charles Marquis Warren (Baltimore, Maryland, Estats Units, 16 desembre de 1912 − West Hills, Califòrnia, 11 agost de 1990), va ser un productor, guionista i director de cinema estatunidenc.

## Filmografia
Productor
- 1956: Cavalry Patrol (TV)
- 1957: Copper Sky
- 1957: Ride a Violent Mile
- 1958: Blood Arrow
- 1958: Desert Hell
- 1962: The Virginian
- 1967: The Meanest Men in the West (TV)
- 1969: Charro!

Guionista
- 1948: Beyond Glory
- 1951: Oh! Susanna
- 1951: Little Big Horn
- 1952: Hellgate
- 1952: Springfield Rifle
- 1953: Pony Express
- 1953: Arrowhead
- 1953: Flight to Tangier
- 1955: Gunsmoke
- 1957: Trooper Hook
- 1958: Desert Hell
- 1962: The Brazen Bell
- 1968: Day of the Evil Gun
- 1969: Charro !

Director
- 1951: Little Big Horn
- 1952: Hellgate
- 1953: Arrowhead
- 1953: Flight to Tangier
- 1955: Seven Angry Men
- 1956: Cavalry Patrol (TV)
- 1956: Tension at Table Rock
- 1956: The Black Whip
- 1957: Trooper Hook
- 1957: Back from the dead
- 1957: The Unknown Terror
- 1957: Copper Sky
- 1957: Ride a Violent Mile
- 1958: Blood Arrow
- 1958: Cattle Empire
- 1958: Desert Hell
- 1959: Rawhide (sèrie TV)
- 1969: Charro !